# Kent Hägglund

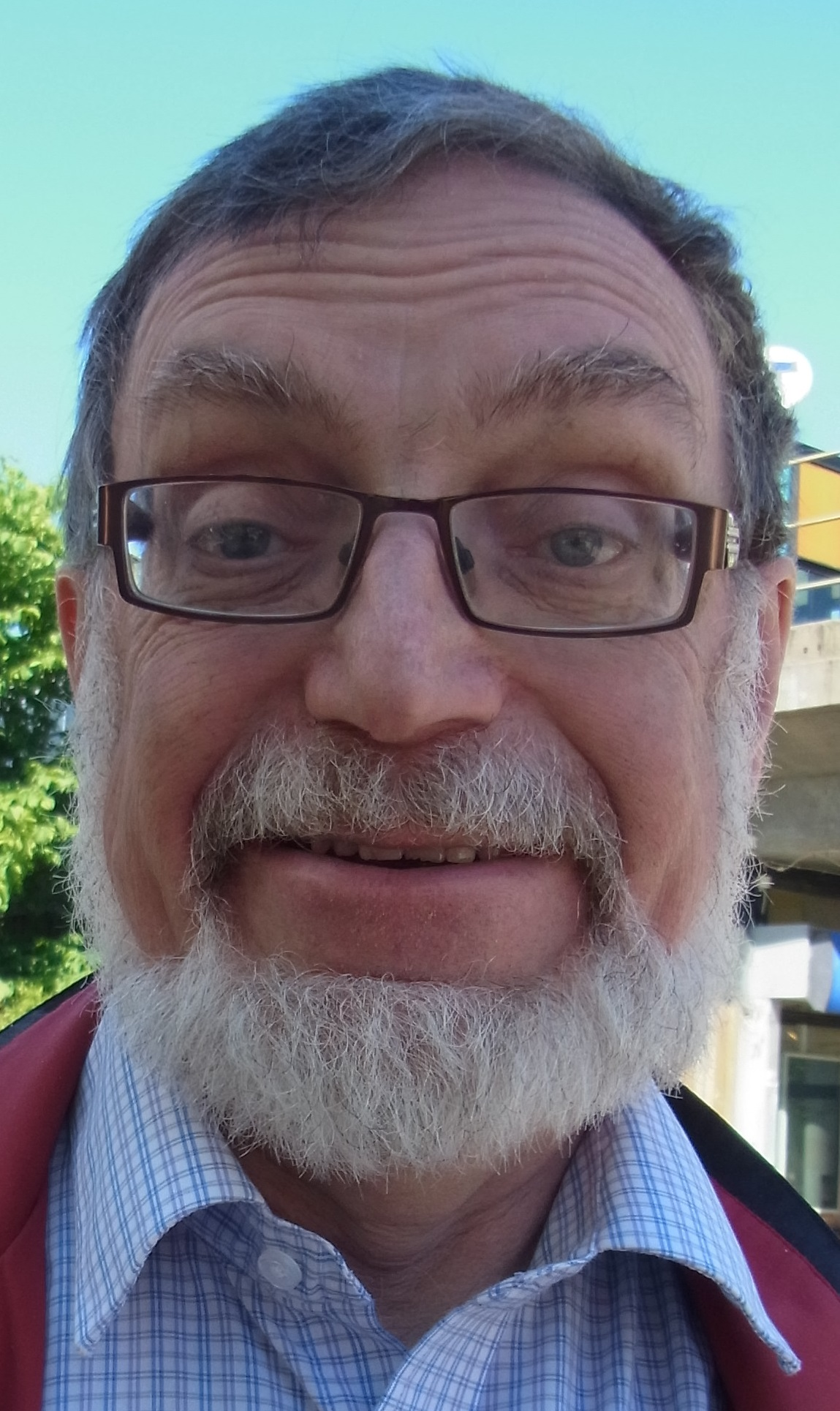
Kent Hägglund.

Kent-Robert Hägglund, född 7 april 1947 i Stockholm, är en svensk teaterpedagog.  
Kent Hägglund studerade teaterhistoria, filmvetenskap och pedagogik vid Stockholms universitet och spelade studentteater på Teater 9. 1971 utbildade han sig till dramapedagog på Vår teater. Efter att ha arbetat några år där övergick han 1976 till att utbilda barnskötare och fritidspedagoger. 1979 hade han sin första klass på Lärarhögskolan i Stockholm. När lärarutbildningen flyttades till Stockholms universitet 2006 arbetade han där till pensioneringen 2011. Han undervisade främst i drama men under 2000-talet också i retorik samt vetenskapsteori och forskningsmetodik. 2001 disputerade han i pedagogik och året därpå befordrades han från adjunkt i drama till lektor. 
Parallellt med sin pedagogiska verksamhet har Hägglund varit verksam som filmrecensent (Ny Dag 1971-1985), teaterkritiker Sveriges Radio (1978-1986), tidskriften Entré (1986-1998) och barnbokskritiker (Dagens Nyheter 1975-2009). Han har också skrivit i Teatertidningen, Teaterforum, Fotnoten, Dramaforum och Shakespearesällskapets tidskrift Shakespeare där han sedan 2003 ingår i redaktionen. För Sveriges Radio Göteborg gjorde han 1993-2003 ett stort antal program under rubriken Eterns riddare om svensk och nordamerikansk radiohistoria.
Efter pensioneringen 2012 har Hägglund fokuserat sitt skrivande, sin forskning och sin föreläsningsverksamhet på William Shakespeare.
1994 fick Hägglund Prix d'Assitej. Motiveringen var: "Genom sin skarpa analysförmåga och sitt aldrig svikande engagemang förmedlar Kent Hägglund en stark tro på svensk barnteaters utveckling och möjligheter".